# Stanisław Poniatowski (nobile 1676)
Conte Stanisław Poniatowski (Castello di Chojnik, 15 settembre 1676 – Ryki, 3 agosto 1762) è stato un nobile polacco, generale tra le file dell'esercito del regno di Svezia durante la Grande guerra del Nord contro la Polonia e appartenente all'Ordine dell'aquila bianca.
Fu padre dell'ultimo sovrano del regno di Polonia Stanislao II Augusto.

## Biografia

### Infanzia

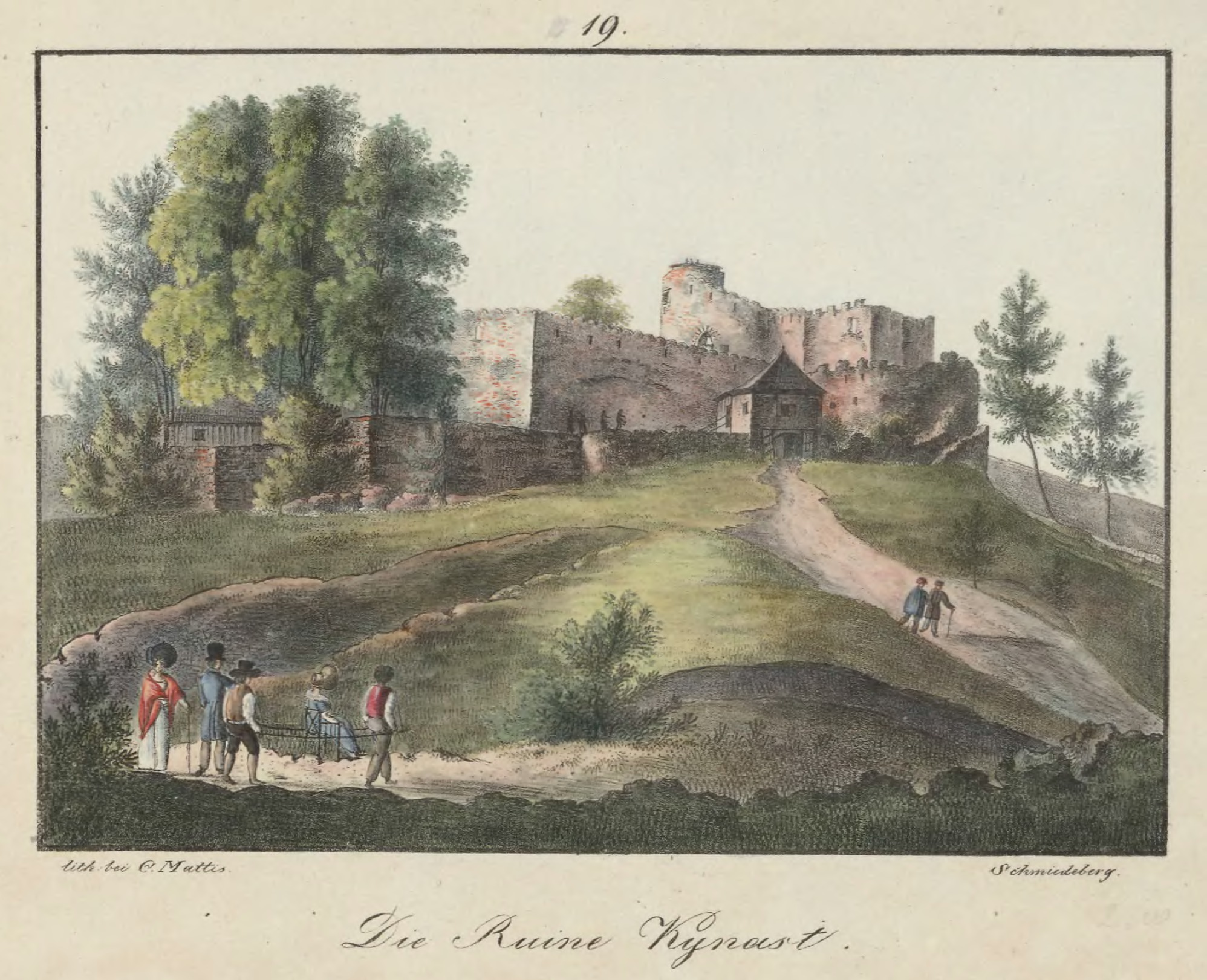
Il Castello di Chojnik in una litografia di Carl Mattis

Nato nel Castello di Chojnik, nel territorio della città di Jelenia Góra, la sua casata, i Poniatowski, apparteneva alla nobiltà originaria della Confederazione Polacco-Lituana.

### Matrimonio

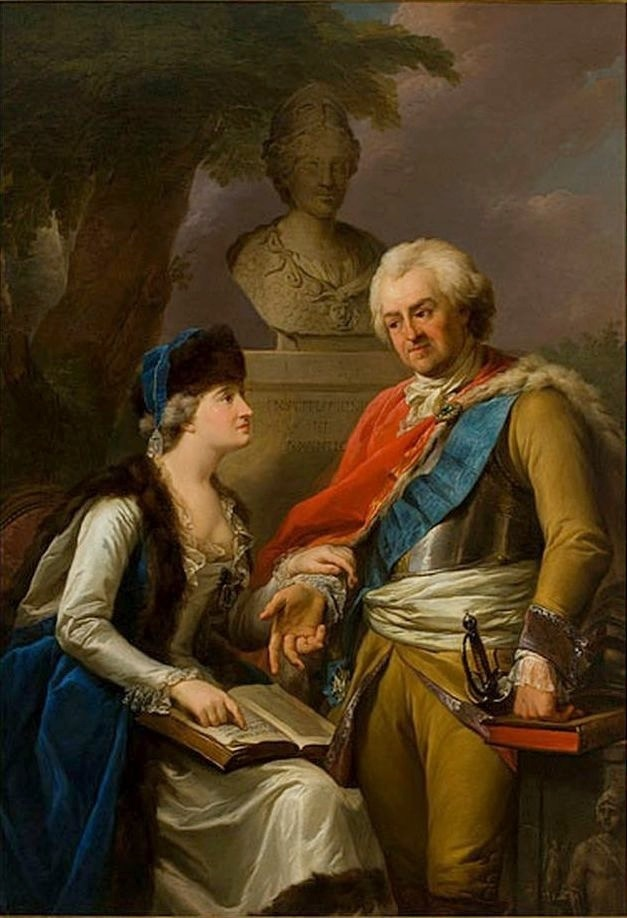
Stanisław e Konstancja Czartoryska in un ritratto di Marcello Bacciarelli

Stanisław sposò nel 1720 Konstancja Czartoryska.

### Carriera militare

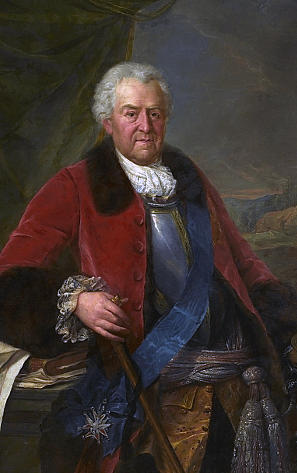
Il conte Stanislao ritratto in alta uniforme nel 1758

Fu il primo della sua famiglia a distinguersi militarmente, e allo scoppio della Grande guerra del Nord si alleò con la potente casata dei Sapieha per allearsi con la Svezia e rovesciare il sovrano polacco Augusto II il Forte, elettore di Sassonia, considerato un usurpatore straniero e diventato Re di Polonia solo grazie alla potenza militare della sua patria di origine.
Inizialmente grande sostenitore di Stanislao Leszczyński, il sovrano polacco detronizzato da Augusto II, tuttavia alla fine del conflitto, Stanislaw si riconciliò con Augusto II che lo nominò Gran Tesoriere della Lituania (podstoli litewski) nel 1722, e successivamente Gran Tesoriere dell'Esercito Lituano (podskarbi wielki litewski) nello stesso anno.

### Morte

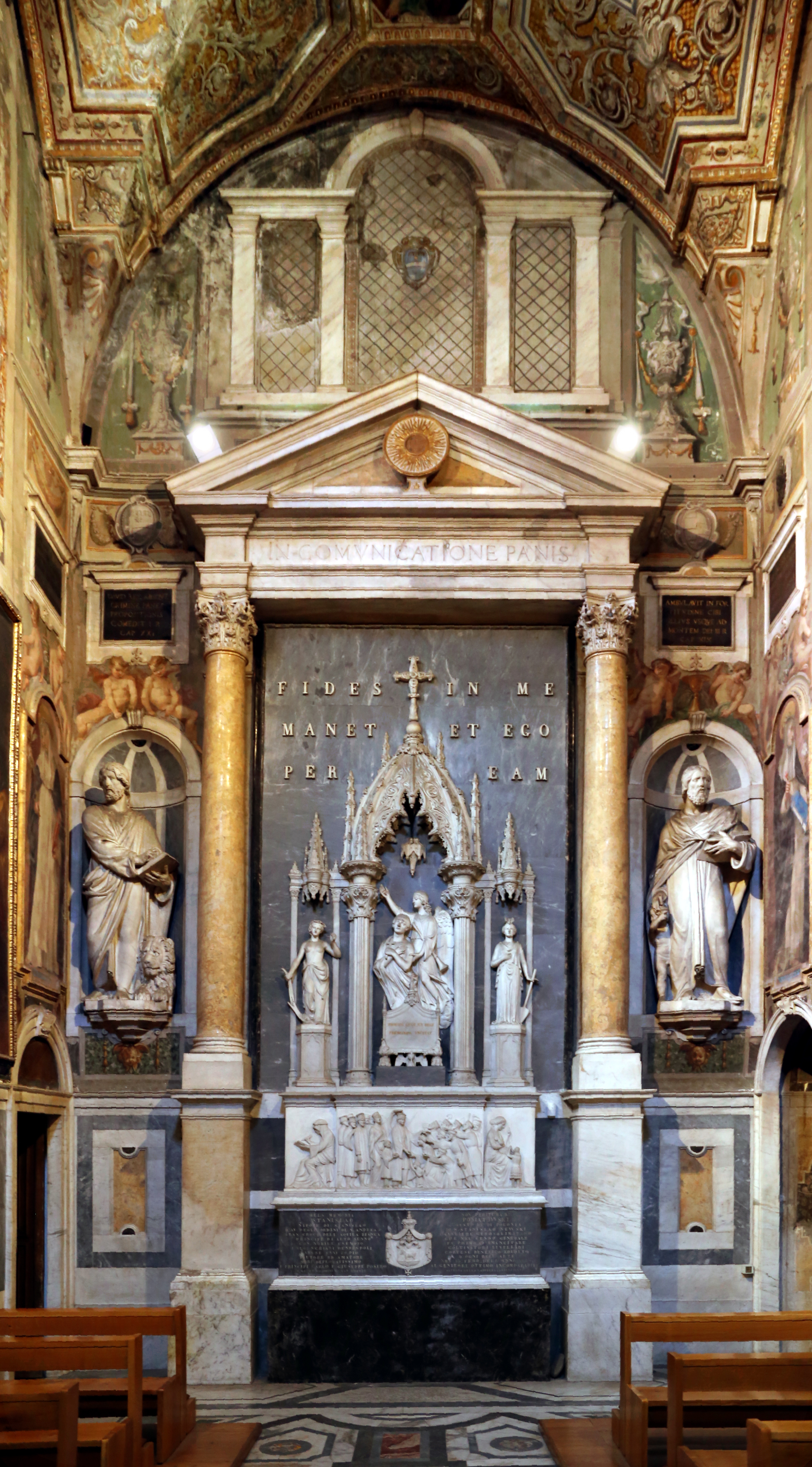
Monumento a Stanislao Poniatowski nella basilica di San Marco, Firenze

Il conte Stanislao morì a Ryki il 3 agosto 1762.

## Discendenza
Stanislao e Konstancja Czartoryska ebbero:
- Kazimierz Poniatowski (1721-1800), generale
- Franciszek Poniatowski (1723-1759), religioso
- Aleksander Poniatowski (1725-1744), aiutante di Carlo Giuseppe di Lorena
- Ludwika Maria Poniatowska (1728-1781), sposò il conte Jan Jakub Zamoyski
- Izabella Poniatowska (1730-1808)
- Stanislao II Augusto Poniatowski (1732-1798), re di Polonia
- Andrzej Poniatowski (1735-1773), generale
- Michał Jerzy Poniatowski (1736-1794), vescovo